# Carol II
Carol II (francisé en Charles II), né le 15 octobre 1893 à Sinaia et mort le 4 avril 1953 à Estoril au Portugal, est roi de Roumanie de 1930 à 1940. Il est le fils de Ferdinand Ier et de Marie d'Édimbourg.

## Biographie

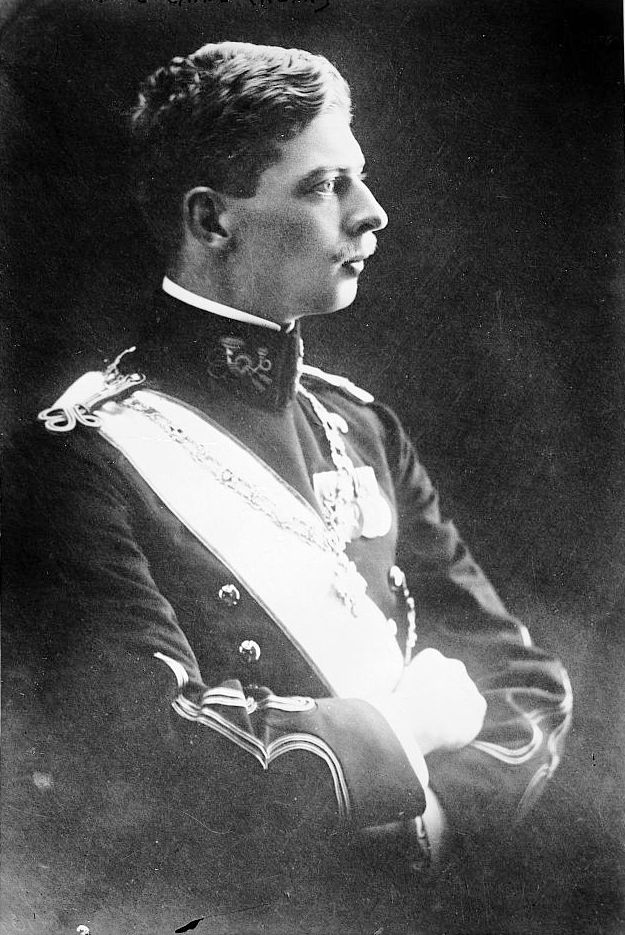
Le prince héritier Carol dans les années 1920.

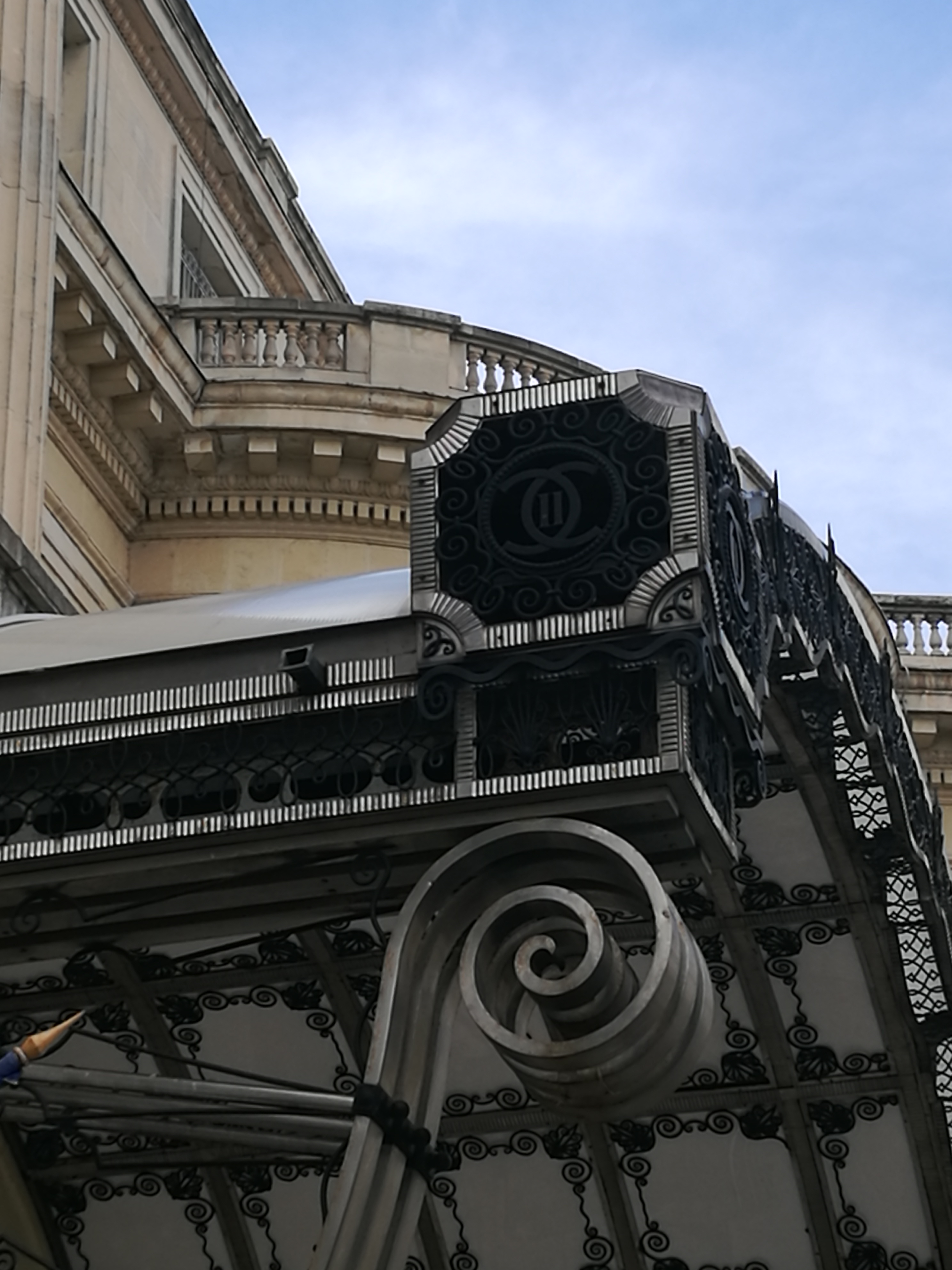
L'un des seuls monogrammes royaux connus du roi Carol II de Roumanie — 2 C entrecroisés avec 2 barres parallèles à l'intérieur, toutes à l'intérieur d'un cercle.

Né en Roumanie mais élevé entre Londres, Berlin, Paris et Nice, il reçoit une éducation internationale (ses ennemis jurés, les « légionnaires » diront « cosmopolite ») et, bien qu'étant un Hohenzollern-Sigmaringen, s'exprime de préférence en anglais et en français. Il voyage beaucoup, s'adonne aux fêtes, développe une addiction pour les jeux de hasard, se passionne pour les chevaux, les voitures et les aéroplanes et, contre la volonté de son père, le roi Ferdinand Ier, épouse, le 31 août 1918, : Ioana Valentina dite Zizi Lambrino (1898-1953), fille d'un officier d'état-major, connue pendant la Première Guerre mondiale. Le mariage, annulé en 1919, voit toutefois un enfant, Mircea (nommé d'après son plus jeune frère, le prince Mircea, décédé a l'âge de 3 ans en 1916), naître de cette union en 1920.
Le 10 mars 1921, le jeune homme épouse à Athènes la princesse Hélène de Grèce (1896-1982), fille du roi Constantin Ier. Marié contre son gré par raison d'État, Carol noue une liaison avec une Roumaine de confession juive, Elena Lupescu (1902-1977). En 1925, la vie privée relativement dissolue du prince Carol incite Ferdinand Ier à le forcer à renoncer à ses droits au trône le 28 décembre, et donc à désigner son petit-fils Michel, le fils aîné de Carol, comme héritier de la couronne. La Roumanie est alors une monarchie parlementaire et ce changement reçoit l'approbation du Parti libéral, au pouvoir en Roumanie et hostile à Carol perçu comme trop proche de leurs adversaires politiques du Parti paysan. Carol s'installe à Nice, en France sous le nom de Carol Caraiman. Il y mène grand train et lance, par médecins interposés, la rumeur qu'il serait priapique, afin d'attirer davantage de maîtresses potentielles. Il dilapide une partie de sa fortune à Monaco.
À la mort de Ferdinand Ier en 1927, une régence s'installe, le jeune roi Michel Ier étant âgé de six ans. Cette situation incite Carol, dont les finances commencent à baisser, à tenter à nouveau sa chance dans son pays natal. En juin 1930, Carol obtient du Parti paysan au pouvoir l'abrogation de l'acte de renonciation au trône et son avènement au trône de Roumanie sous le nom de Carol II. Trouvant le parlementarisme roumain peu efficace face à la montée des extrémismes (Garde de fer) et face à la crise économique, il cherche dès lors à mettre en place un régime politique plus personnel, sur les modèles yougoslave (Alexandre Ier) et bulgare (Boris III).
Jouant sur les divisions parlementaires et sur l'antagonisme des extrémismes de gauche et de droite, Carol heurte les partis démocratiques qui craignent son autoritarisme, l'Église qui lui reproche son style de vie et son épicurisme affiché et les « légionnaires » de la Garde de Fer qui le tiennent pour un « parasite étranger de la nation roumaine » (Corneliu Codreanu ; cette expression est par la suite aussi utilisée par les communistes).

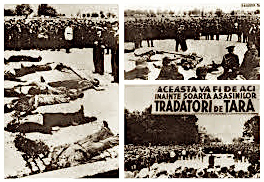
Membres de la « Garde de fer » fasciste abattus en septembre 1939 par ordre de Carol II : la banderole proclame « ainsi finissent les assassins traîtres à leur pays », les fascistes étant considérés comme des « agents de l'Allemagne », tout comme les communistes étaient traités en « agents de l'URSS ».

En 1938, après une crise politique sans précédent dans le royaume, due à l'effondrement de la Petite Entente à la suite des accords de Munich, Carol II impose un régime autoritaire appelé « dictature carliste », en modifiant profondément la constitution parlementaire de 1923. Il se dote de pouvoirs étendus, réplique par les armes aux assassinats de la Garde de fer et reste fidèle à la politique étrangère de la Roumanie, alliée de la France et de la Grande-Bretagne, tout en cherchant l'apaisement avec l'Allemagne et l'URSS. Respectueux des traités liant Bucarest et Varsovie, Carol II ouvre ses frontières au gouvernement polonais et aux rescapés de son armée après l'invasion germano-soviétique de septembre 1939, utilisant le Service maritime roumain pour transporter les forces polonaises à Alexandrie où elles intègrent les troupes britanniques. Cette politique fait dire à Hitler : « la Roumanie est comme les États-Unis : elle est officiellement neutre, mais en réalité elle nous livre une guerre froide ».
En juin 1940, la France qui, avec la Grande-Bretagne, avait garanti les frontières roumaines le 13 mai 1939 s'effondre, et Carol se voit privé du même coup du soutien militaire français et britannique. Pressé par l'ambassadeur allemand Manfred von Killinger, il est contraint de céder à l'ultimatum soviétique du 28 juin 1940 et au diktat de Vienne du 30 août 1940 : la Roumanie doit abandonner aux alliés du Troisième Reich la Bessarabie et la Bucovine septentrionale, occupées par l'URSS, la Dobrogée méridionale rendue à la Bulgarie et la Transylvanie septentrionale à la Hongrie. Les « légionnaires » et une partie de l'opinion le considèrent comme responsable de ce démembrement de la « Grande Roumanie » et un coup d'État le contraint à confier la présidence du Conseil au général Ion Antonescu, proche des extrémistes de droite, en septembre 1940. Auto-proclamé « Conducător » (« guide », terme par la suite également utilisé par Nicolae Ceaușescu) et « Pétain roumain », Antonescu impose l'abdication du roi au profit de Michel, ainsi que son exil. Les « légionnaires » mitraillent son train à la frontière yougoslave.
Réfugié au Portugal, Carol est accueilli par Salazar à Estoril, dans une belle villa proche de celle de Miklós Horthy, l'ancien régent de Hongrie. Il épouse Elena Lupescu en juin 1947 et meurt en 1953. Des légendes entourent sa vie et sa mort : il aurait toute une descendance non reconnue, il aurait enterré un trésor à Nice, dans le parc qui porte aujourd'hui son nom, ou bien dans la cave de sa villa d'Estoril, il aurait été bêtement surpris et noyé par la marée montante près d'Estoril, il aurait été noyé par d'anciens Légionnaires, ou par des agents communistes, il serait mort lors d'un orgasme, ou d'ébriété... Un point de vue anti-roumain assez répandu en fait un fasciste favorable à la Garde de Fer (selon ce même point de vue, c'est d'ailleurs toute la société roumaine elle-même qui aurait été fasciste et antisémite). Le personnage, aussi contrasté que controversé, demeure un sujet de choix pour la littérature historique « people ». Sa dépouille est rapatriée en Roumanie en 2003 et déposée dans une chapelle du parc du monastère de Curtea de Argeș avant d'être inhumée avec les honneurs militaires le 8 mars 2019 en la nouvelle cathédrale du même lieu, auprès de son fils Michel Ier, mort en 2017.

## Généalogie
Carol II appartient à la lignée de Hohenzollern-Sigmaringen issue de la quatrième branche, elle-même issue de la première branche de la Maison de Hohenzollern. Cette lignée appartient à la branche souabe de la dynastie de Hohenzollern. Carol II de Roumanie a pour ascendant Burchard Ier de Zollern.
- Léopold de Hohenzollern-Sigmaringen (grand-père paternel)
- Antónia de Portugal (1845-1913) (grand-mère paternelle)
- Alfred Ier de Saxe-Cobourg et Gotha (grand-père maternel)
- Maria Alexandrovna de Russie (grand-mère maternelle)